# Latvijas PSR čempionāts futbolā 1975
L'edizione 1975 del massimo campionato di calcio lettone fu la 31ª come competizione della Repubblica Socialista Sovietica Lettone; il titolo fu vinto dallo VEF Riga, giunto al suo quinto titolo.

## Formula
Il campionato era formato da dodici squadre che si incontrarono in gare di andata e ritorno per un totale di 22 turni; erano assegnati due punti alla vittoria, un punto al pareggio e zero per la sconfitta.

## Classifica finale
|                        | Pos. | Squadra            | Pt | G  | V  | N  | P  | GF | GS | DR  |
| ---------------------- | ---- | ------------------ | -- | -- | -- | -- | -- | -- | -- | --- |
| RSS Lettone (bandiera) | 1.   | VEF Riga           | 34 | 22 | 14 | 6  | 2  | 40 | 12 | +28 |
|                        | 2.   | Lielupe Jurmala    | 29 | 22 | 11 | 7  | 4  | 34 | 20 | +14 |
|                        | 3.   | Ķīmiķis            | 29 | 22 | 11 | 7  | 4  | 39 | 22 | +17 |
|                        | 4.   | Elektrons Rīga     | 29 | 22 | 11 | 7  | 4  | 38 | 24 | +14 |
|                        | 5.   | Enerģija Rīga      | 24 | 22 | 10 | 4  | 8  | 30 | 21 | +9  |
|                        | 6.   | Starts             | 24 | 22 | 10 | 4  | 8  | 43 | 47 | -4  |
|                        | 7.   | Jūrnieks           | 22 | 22 | 8  | 6  | 8  | 35 | 34 | +1  |
|                        | 8.   | RPI Riga           | 20 | 22 | 8  | 4  | 10 | 31 | 38 | -7  |
|                        | 9.   | Radiotehnikis Riga | 18 | 22 | 4  | 10 | 8  | 19 | 24 | -5  |
|                        | 10.  | RĖZ Riga           | 16 | 22 | 6  | 4  | 12 | 23 | 25 | -2  |
|                        | 11.  | Venta              | 11 | 22 | 2  | 7  | 13 | 15 | 41 | -26 |
|                        | 12.  | Straume Riga       | 8  | 22 | 3  | 2  | 17 | 12 | 51 | -39 |